# 植田川
植田川（うえだがわ）は、愛知県の主に名古屋市名東区、天白区を流れる天白川水系の準用河川である。水源近くの長久手市では井堀川と呼ぶこともある。

## 地理
愛知県長久手市卯塚一丁目にある雨水調整池に源を発する。以前は雨水調整池よりも南方にある愛知淑徳大学長久手キャンパス北端の山中周辺を水源としていたが、愛知万博（愛・地球博）ながくて南駐車場の整備に伴う造成により、河川改修の末、現在の水源地に変更された経緯がある。名古屋市名東区に入り、猪高緑地公園脇の東名高速道路・名古屋IC付近で愛知県道60号名古屋長久手線（東山通）をくぐった後に、本郷駅のすぐ西の名古屋市営地下鉄東山線の高架と愛知県道59号名古屋中環状線の交点付近で名古屋市営地下鉄東山線の高架下に入り（名古屋市営地下鉄東山線は本郷駅と上社駅の区間がこの川の真上に高架で建設されている）、名古屋第二環状自動車道及び名古屋環状2号線（環状2号）に沿うような形で本郷及び上社各地区を経て高針地区と天白区植田地区を流れ、そこから愛知県道59号名古屋中環状線と並行し、天白区大字島田字曲尺手で天白川に合流する。

## 流域の自治体
愛知県
長久手市、名古屋市名東区、天白区

## 主な支川
- 萱野排水路
- 八事裏川
- 御納戸川（かつての上流）
- 前川
- 松下川
- 後田川（消滅）

## 橋梁
- 本郷橋 - 愛知県道59号名古屋中環状線
- 上社橋 - 名古屋市道上社第181号線
- 愛知県道60号名古屋長久手線（東山通）
- 国道302号
- 町田橋 - 名古屋市道町田第1号線
- 高針橋 - 愛知県道217号岩藤名古屋線
- 新西山橋 - 名古屋市道東山公園線
- 焼山橋 - 名古屋市道植田松和線第1号・第2号
- 新一本松橋 - 名古屋市道山手植田線（かつての国道153号バイパス延伸計画区間）
- 半ノ木橋 - 名古屋市道植田1号線
- 植田橋 - 国道153号（飯田街道）
- 南植田橋

## ギャラリー

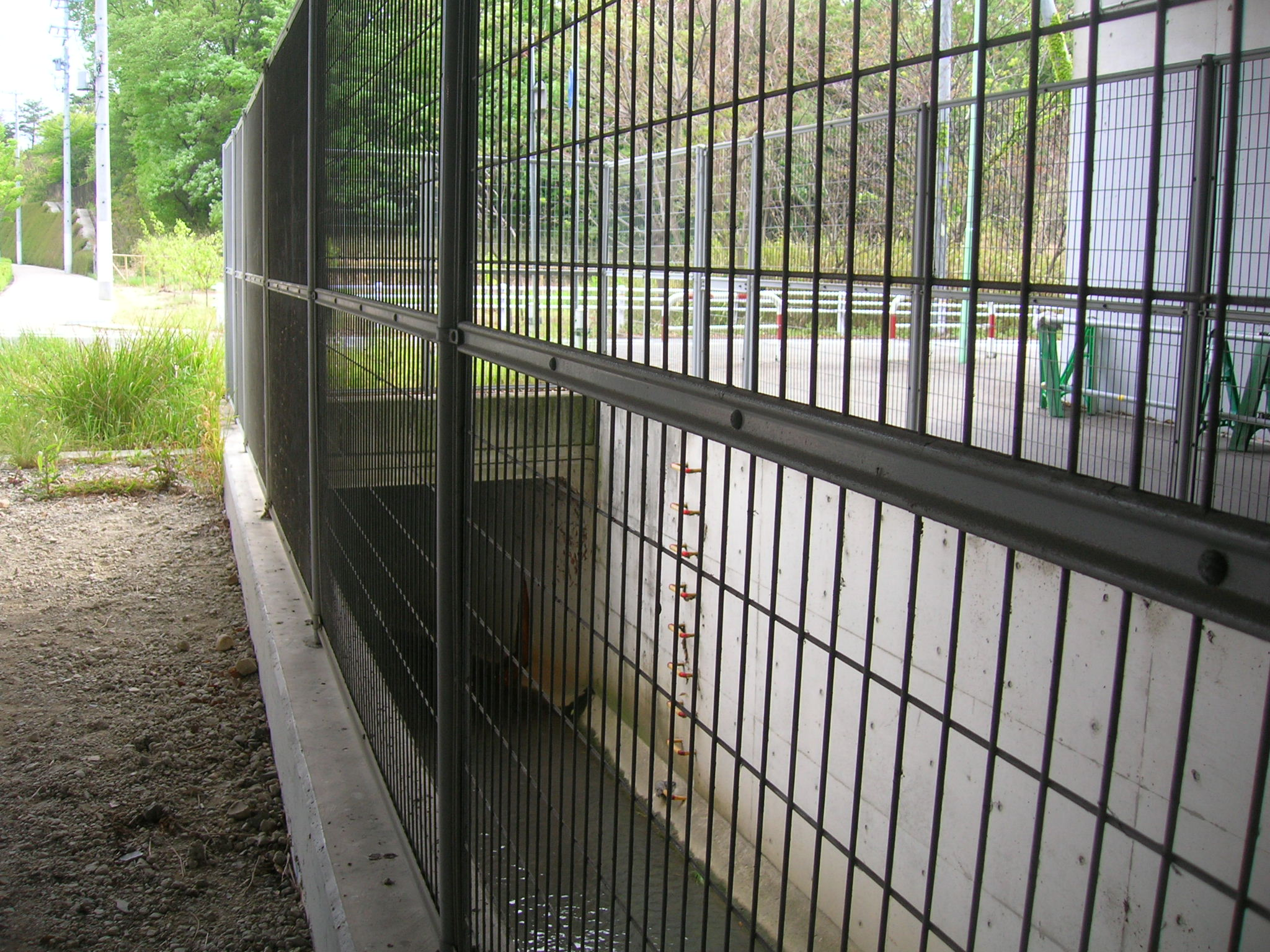
植田川の源流 （2011年（平成23年）4月）
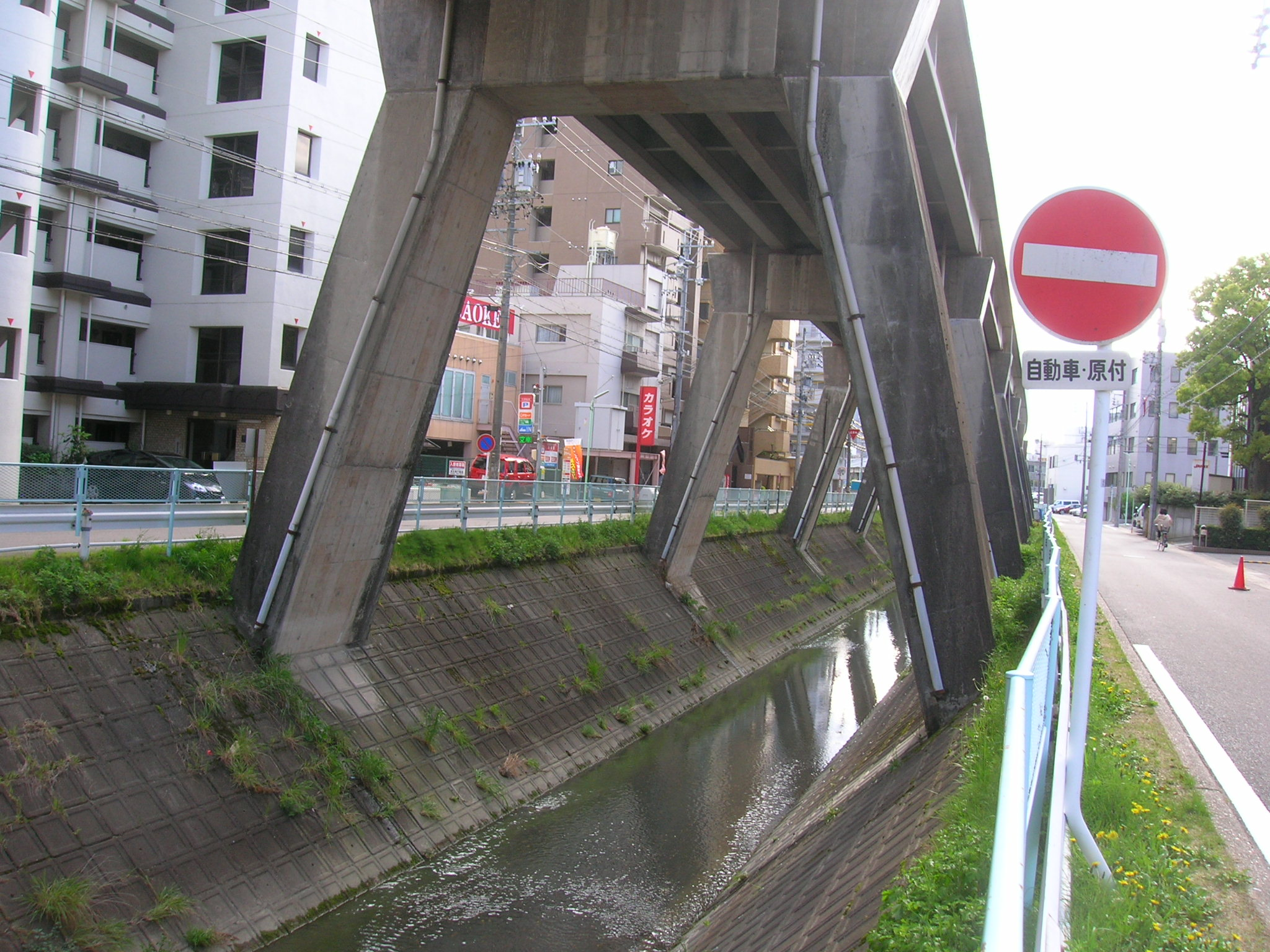
本郷駅付近（高架上は名古屋市営地下鉄東山線） （2011年（平成23年）4月）
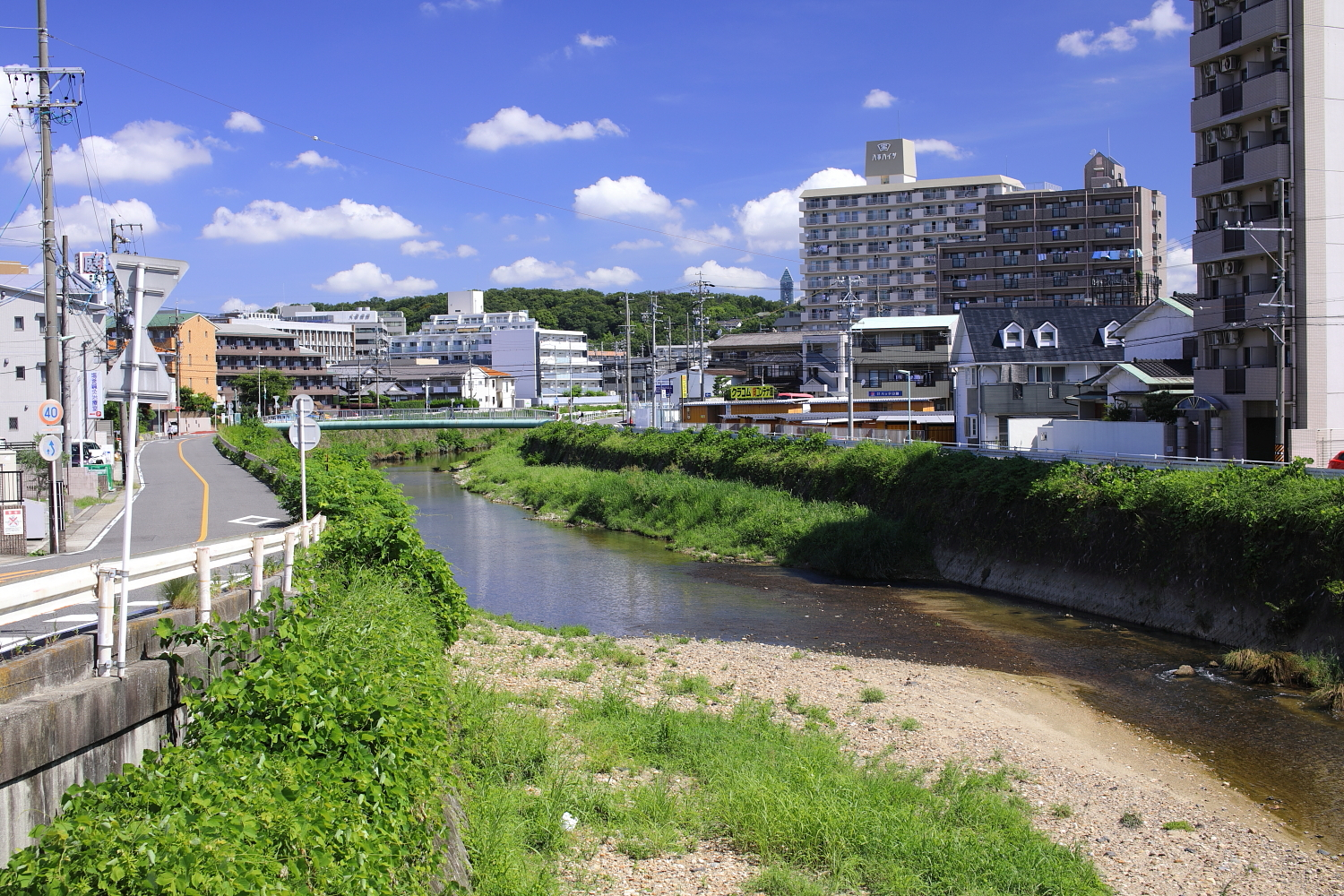
植田橋上より望む植田川 （2021年（令和3年）7月）
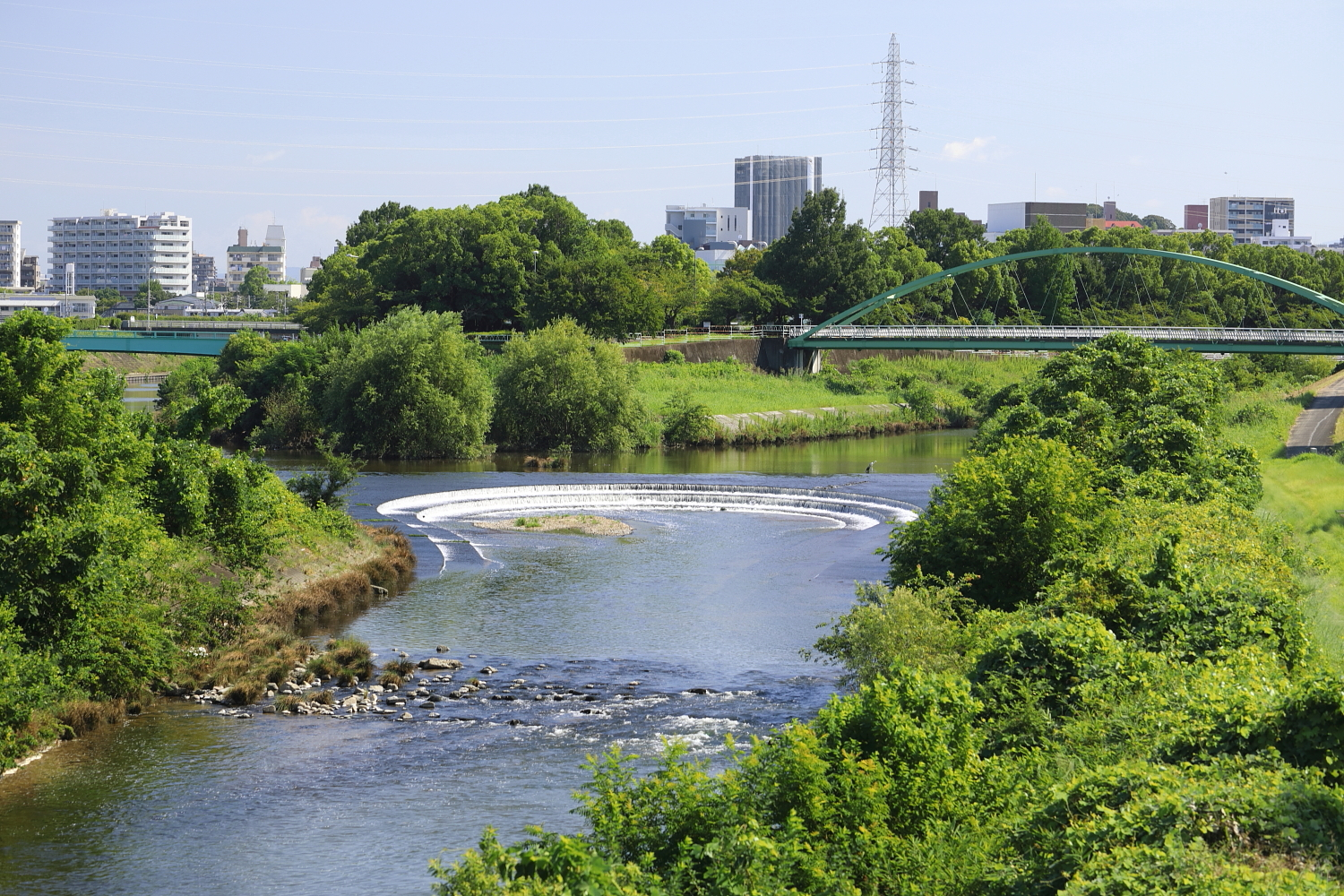
画像左奥から植田川が、画像右奥から天白川がそれぞれ流下し、合流する。 （2021年（令和3年）8月）
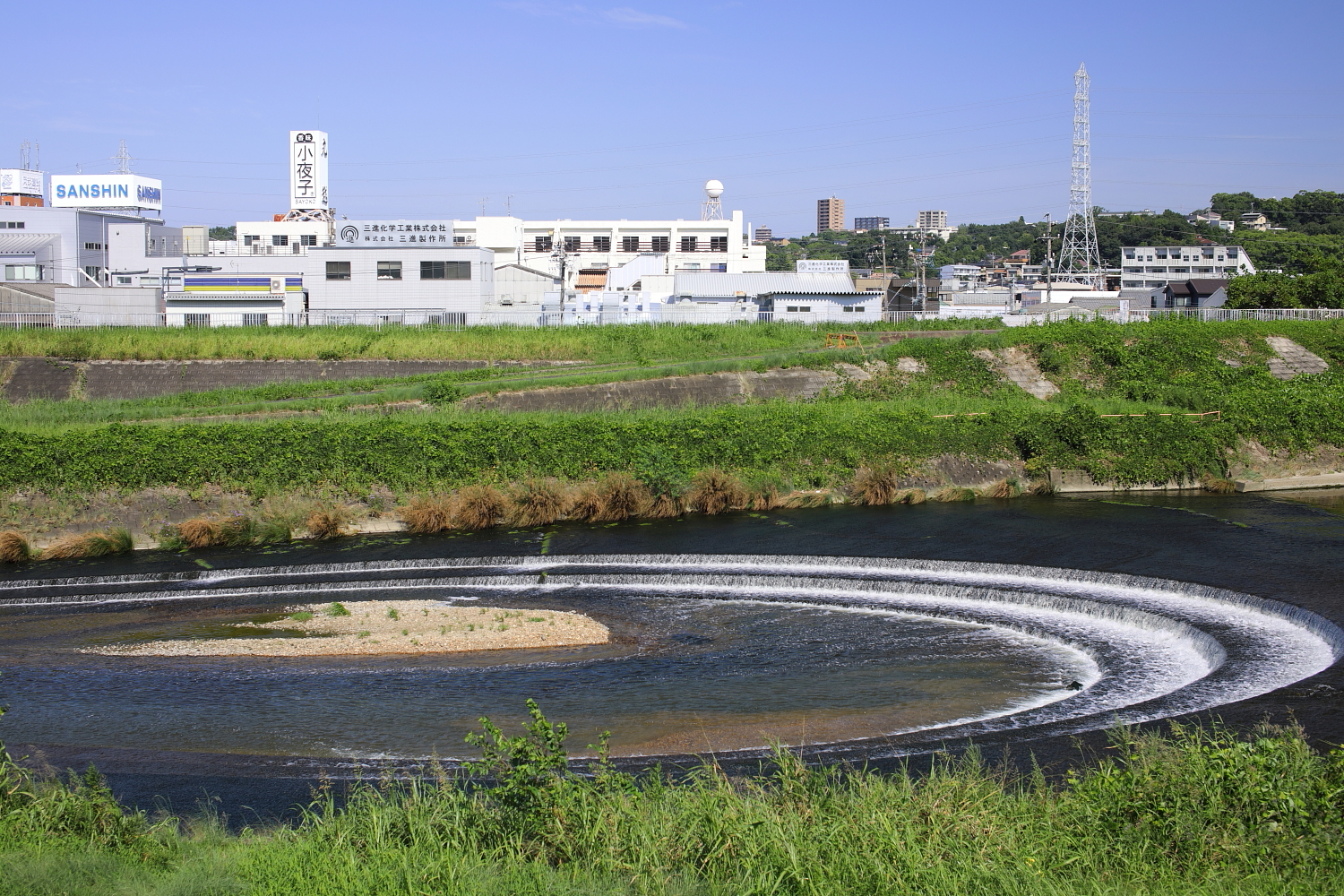
合流部に設けられた天白護床工。 （2021年（令和3年）7月）